# 프란시스 쉬슬러 피오렌자
프랜시스 쉬슬러 피오렌자(Francis Schüssler Fiorenza)는 현재 하버드 신학대학원에서 로마 가톨릭 신학 연구의 찰스 챈시 스틸먼 연구 교수로 재직 중인 미국의 신학자이다 .

## 생애
1941년 태어난 그는 젊은 시절 메릴랜드주 볼티모어에 있는 세인트 메리 신학교와 대학에 입학하여 성직 안수를 추구 할 의도는 없었지만 신학 석사 학위를 취득했다.  1963년 그는 뮌헨 대학교 에서 예수회 신학자 카를 라너의 지도를 받아 독일에서 신학을 공부 했다. 그 대학이 라너의 지도를 받을 박사 후보자를 받아들이지 않았기 때문에 그는 대신 뮌스터 대학교에 등록하여 요한 밥티스트 메츠와 요제프 라칭거(미래의 교황 베네딕토 16세 )의 지도를 받아 신학 박사 학위를 취득했다. 그곳에서 공부하는 동안 그는 페미니스트 가톨릭 신학자이자 미래의 아내인 엘리자베스 쉬슬러 피오렌자를 만났다. 라너는 2년 후 뮌스터로 전학하여 원래 목표를 달성할 수 있었다. 결혼으로 인해 아내와 함께 미국으로 돌아와 인디애나 주 노트르담 대학교 에서 교수직을 얻었다. 그 후 그는 펜실베이니아 주 빌라노바 대학교와 워싱턴 DC 에 있는 아메리카 가톨릭 대학교 에서 가르쳤다.
1986년 피오렌자는 하버드 신학대학원 교수진에 합류했고, 그의 아내도 교수가 되었다. 2021년 그는 현직 교육 업무에서 은퇴하고 연구 교수가 되었다.  그의 주요 관심사는 근본 또는 기초 신학 분야로, 여기서 그는 현대 해석학 이론의 중요성과 기초주의에 대한 신실용주의 비판을 탐구한다. 정치 신학 에 대한 그의 글은 최근의 정의 이론, 특히 존 롤스 와 위르겐 하버마스의 이론을 다루며 일과 복지 문제를 다루었다. 그는 또한 로마 가톨릭과 개신교 신학자 에 초점을 맞춰 19세기와 20세기 신학의 역사에 대해 글을 썼다. Fiorenza는 20세기 로마 가톨릭 신학의 역사, 즉 nouvelle théologie ("새로운 신학")로 알려진 방향에 대한 연구를 위해 2005-06년 Henry Luce III 펠로우십을 수상했다. 이것은 프랑스 리옹의 예수회 신학교와 예수회 신학자 Henri de Lubac 의 작업에서 시작된 사상 학파였으며, 스콜라주의와 트렌트 공의회의 신학 이전의 교회의 초기 뿌리에서 신학의 관점을 탐구하고자 했다. <기초 신학: 예수와 교회>는 그의 가장 초기이자 가장 잘 알려진 책 중 하나이다. 그는 근본 신학, 해석학, 정치 신학 분야에서 150개 이상의 에세이와 여러 다른 책을 출판했다.

## 저서
- Foundational Theology: Jesus and the Church (Crossroad Publishing Company, 1984) ISBN 978-0824504946
- Systematic Theology, volumes 1 and 2 (Fortress Press, 1991)
- Modern Christian Thought: The Twentieth Century James C. Livingston and Francis Schüssler Fiorenza, 2nd edition (Fortress Press, 2006) ISBN 978-0800637965
- Systematic Theology: Roman Catholic Perspectives, Francis Schüssler Fiorenza and John P. Galvin, editors, 2nd edition (Fortress Press, 2011) ISBN 978-0800662912
- Rights at Risk: Confronting the Cultural, Ethical, and Religious Challenges (Continuum, 2012) ISBN 978-0826428141
- Political Theology: Contemporary Challenges and Future Directions Francis Schüssler Fiorenza, Klaus Tanner and Michael Welker, editors (Westminster John Knox Press, 2013) ISBN 978-0664259754